# Fraccionamiento Monte Olivo
Fraccionamiento Monte Olivo är en ort i Mexiko.   Den ligger i kommunen Zamora och delstaten Michoacán de Ocampo, i den centrala delen av landet, 300 km väster om huvudstaden Mexico City. Fraccionamiento Monte Olivo ligger 1 578 meter över havet och antalet invånare är 1 942.
Terrängen runt Fraccionamiento Monte Olivo är kuperad åt sydost, men åt nordväst är den platt. Runt Fraccionamiento Monte Olivo är det tätbefolkat, med 331 invånare per kvadratkilometer. Närmaste större samhälle är Zamora, 3,4 km väster om Fraccionamiento Monte Olivo. Runt Fraccionamiento Monte Olivo är det i huvudsak tätbebyggt.